# Bande, Niger
Bande este o comună rurală din departamentul Magaria, regiunea Zinder, Niger, cu o populație de 59.203 locuitori (2001).